# From Here to Eternity (singel Iron Maiden)
From Here to Eternity (ang. stąd do wieczności) – singel brytyjskiej heavymetalowej grupy Iron Maiden promujący płytę Fear of the Dark.
Singel został wydany w kilku wersjach – jako płyta kompaktowa oraz jako dwie odmiany płyty gramofonowej. Różnią się one nie tylko formatem, ale także listą ścieżek – wersja LP zamiast utworu „Public Enema Number One” zawiera „I Can’t See My Feelings”.
Tytułowy utwór jest prostą opowieścią o znajomości kobiety z motocyklistą, jednakże zawiera wiele symbolizmu seksualnego, jak i gier słów. Choć sama grupa temu zaprzecza, piosenka uważana jest za kontynuację sagi o Charlotte – fikcyjnej prostytutce, która jest nierzadko wspominana w tekstach Iron Maiden.
„From Here to Eternity” znalazł się na dwóch albumach koncertowych grupy: A Real Live One i Live at Donington.
„Roll Over Vic Vella” to cover utworu Chucka Berry’ego zatytułowanego oryginalnie „Roll Over Beethoven”. Autorem nowego tekstu jest Steve Harris. Jest to swego rodzaju hołd złożony Vicowi Velli – wieloletniemu współpracownikowi i przyjacielowi Iron Maiden. Przerobiona wersja zaczyna się dialogiem pomiędzy Vellą a Harrisem, który kontynuowany jest przez cały czas utworu. Dopiero po ponad minucie rozpoczyna się właściwa część piosenki.
Utwór „Public Enema Number One” (ang. publiczna enema numer jeden) został pierwotnie zamieszczony na albumie No Prayer for the Dying. Tekst utworu krytykuje obłudnych przedstawicieli zielonej polityki. Wspomniana w tytule enema ma jedynie znaczenie przenośne – tekst utworu w żaden sposób nie nawiązuje dosłownie do tego zabiegu. Wersja z singla została nagrana 17 grudnia 1990 na stadionie Wembley w Wielkiej Brytanii.
„No Prayer for the Dying” (ang. żadnej modlitwy dla umierających) pochodzi z albumu o tym samym tytule. Kompozycja łączy łagodne, akustyczne zwrotki z mocnymi refrenami i partiami instrumentalnymi. Utwór zadaje znane od wieków pytania o znaczenie życia. Nie próbuje na nie odpowiedzieć, lecz zwraca się o to do Boga. Tytuł piosenki nie ma związku z treścią. Wersja z singla została nagrana 17 grudnia 1990 na stadionie Wembley w Wielkiej Brytanii.
„I Can’t See My Feelings” (ang. nie dostrzegam swoich uczuć) to cover walijskiej grupy Budgie. Utwór oryginalnie zawarty był na płycie Bandolier z 1975.

## Lista utworów

### Wersja CD
1. „From Here to Eternity” (Steve Harris) – 3:37
2. „Roll Over Vic Vella” (Chuck Berry, Steve Harris) – 4:48
3. „Public Enema Number One (live)” (Dave Murray, Bruce Dickinson) – 3:57
4. „No Prayer for the Dying (live)” (Steve Harris) – 4:24

### Wersja LP
1. „From Here to Eternity” (Steve Harris) – 3:37
2. „Roll Over Vic Vella” (Chuck Berry, Steve Harris) – 4:48
3. „No Prayer for the Dying (live)” (Steve Harris) – 4:24
4. „I Can’t See My Feelings” (Burke Shelley, Tony Bourge) – 3:57

## Twórcy
- Bruce Dickinson – śpiew
- Dave Murray – gitara
- Janick Gers – gitara, podkład wokalny
- Steve Harris – gitara basowa, podkład wokalny
- Nicko McBrain – perkusja